# Braggin' in Brass: The Immortal 1938 Year
Albums de Duke Ellington
The Blanton–Webster Band
(1942)
Braggin 'in Brass: The Immortal 1938 Year est une compilation des enregistrements datant de 1938 du pianiste, compositeur et chef d'orchestre américain Duke Ellington pour le label Brunswick, sortie en 1991.

## Accueil
Stephen Cook de la revue Allmusic décerne 4 étoiles à l'album, déclarant que « cette incarnation de 1938 du groupe d'Ellington a tenu bon avec de nombreuses compositions raffinées, un sens du swing sans faille et une richesse de contributions solo uniques, des éléments qui ont distingué le groupe tout au long de l'âge d'or du big band Peut-être pas aussi essentiel que d'autres titres d'Ellington, mais toujours fortement recommandé ».

## Liste des pistes
Toute la musique est composée par Duke Ellington sauf mention contraire.
1. Please Forgive Me (Ellington, Irving Gordon, Irving Mills) - 2:59
2. Lambeth Walk (Douglas Furber, Noel Gay) - 2:27
3. Prelude to a Kiss (Ellington, Gordon, Mills) - 2:56
4. Hip Chic - 2:55
5. Buffet Flat - 2:24
6. Mighty Like the Blues (Leonard Feather) - 2:34
7. Jazz Potpourri - 2:55
8. TT on Toast (Ellington, Mills) - 2 h 45
9. Battle of Swing - 2:56
10. Blue Light - 2:36
11. Blue Light [prise alternative] - 2:40
12. Boy Meets Horn (Ellington, Rex Stewart) - 2:59
13. Slap Happy - 2:44

Les morceaux sont enregistrés aux studios ARC-Brunswick à New York les 4 août 1938 (piste 1), 9 août 1938 (pistes 2-5), 2 septembre 1938 (piste 6), 19 décembre 1938 (pistes 7-9) et 22 décembre 1938 (pistes 10-13).

## Musiciens
- Duke Ellington - piano
- Rex Stewart - cornet
- Wallace Jones, Cootie Williams - trompette
- Lawrence Brown, Joe Nanton - trombone
- Juan Tizol - trombone à valve
- Barney Bigard - saxophone ténor, clarinette
- Johnny Hodges - saxophone alto, saxophone soprano
- Otto Hardwick - clarinette, saxophone alto
- Harry Carney - saxophone baryton, clarinette, saxophone alto
- Fred Guy - guitare
- Billy Taylor - basse
- Sonny Greer - batterie